# What I Like
„What I Like” este un cântec a artistei britanice Charli XCX si extras ca al cincilea single de pe albumul ei de studio de debut True Romance pe data de 17 mai 2013

## Videoclipul
Videoclipul oficial a piesei a fost regizat de Ryan Andrews și lansat pe canalul oficial a lui Charli de YouTube pe data de 4 aprilie 2013. În videoclip Charli iși face de cap impreuna cu prietenele ei intr-o camera de hotel.

## Lista pieselor
- Digital download[1]

1. What I Like - 3:02

- Remixes EP[2]

1. What I Like (Danny Brown Remix) - 3:52
2. What I Like (Bohdi Remix) - 4:38
3. What I Like (Blood Diamonds Remix) - 4:17
4. What I Like (Com Truise Remix) - 3:00